# Število zlatega reza
Števílo zlátega réza ali zláto števílo je matematična konstanta, po navadi označena z veliko grško črko Φ (fi), (malo črko φ ali τ (tau)), katere vrednost je enaka:
{\displaystyle \Phi ={\frac {1+{\sqrt {5}}}{2}}\approx 1,61803398874989484...\!\,}
To število, imenovano število zlatega reza (ali tudi zlato število), v dobi renesanse pa kar božansko razmerje ali zlato razmerje, velja za eno najlepših in najzanimivejših števil. Tesno je povezano tudi s Fibonaccijevim zaporedjem, saj količnik dveh zaporednih členov tega zaporedja konvergira ravno k Φ. Kljub navidez skrivnostnemu matematičnemu izvoru pa je resnično osupljiva prav njegova vloga enega temeljnih razmerij v naravi, saj se tako pri rastlinah in živalih kot tudi pri ljudeh pogosto pojavljajo ravno razmerja, ki s strah zbujajočo natančnostjo spominjajo točno na razmerje zlatega reza.

## Značilnosti
Število je pozitivna realna ničla kvadratne enačbe:
{\displaystyle \Phi ^{2}=\Phi +1\ \!\,}
z značilnostima:
{\displaystyle \Phi -1={\frac {1}{\Phi }},\qquad {\hbox{oziroma}}\qquad \Phi =1+{\frac {1}{\Phi }}\!\,}
in
{\displaystyle \Phi ^{3}={\frac {\Phi +1}{\Phi -1}}\!\,.}
Za količine se reče, da so v razmerju zlatega reza, če je celota v enakem razmerju z večjim delom kot je večji del v enakem razmerju z manjšim, oziroma če velja:
{\displaystyle {\frac {a+b}{a}}={\frac {a}{b}}\!\,.}
Količine so, rečeno enakovredno, v razmerju zlatega reza, če je razmerje večjega dela proti manjšemu enako razmerju manjšega dela do njune razlike:
{\displaystyle {\frac {a}{b}}={\frac {b}{a-b}}\!\,.}
Če se prva enačba pomnoži z a/b ali drugo enačbo z (a-b)/b), bosta enačbi enakovredni enačbi:
{\displaystyle \left({\frac {a}{b}}\right)^{2}={\frac {a}{b}}+1\!\,}
in zato:
{\displaystyle {\frac {a}{b}}=\Phi \!\,.}
Dejstvo, da je daljica razdeljena na dva dela z dolžinama a in b v razmerju zlatega reza je v nekaterih besedilih označeno kot »delitev daljice v največjem in srednjem razmerju«.

## Matematične uporabe
Ker je Φ po definiciji koren polinomske enačbe, je algebrsko število. Pokazati se da, da je Φ iracionalno število. Je posebej tudi kvadratno iracionalno število. Ker je 1 + 1/Φ = Φ, je neskončni verižni ulomek števila Φ eden od najpreprostejših:
{\displaystyle \Phi =1+{\frac {1}{\Phi }}=1+{\frac {1}{1+{\frac {1}{\Phi }}}}=\cdots =1+{\frac {1}{1+{\frac {1}{1+{\frac {1}{1+{\frac {1}{1+\cdots }}}}}}}}=[1;1,1,1,1,...]\equiv [1;{\overline {1}}]\!\,.}
Obratna vrednost je:
{\displaystyle \Phi ^{-1}=0+{\frac {1}{1+{\frac {1}{1+{\frac {1}{1+\cdots }}}}}}=[0;1,1,1,\dots ]\equiv [0;{\overline {1}}]\!\,.}
»Geometrija ima dve veliki bogastvi: eno je Pitagorov izrek in drugo je delitev daljice na največje in srednje razmerje. Prvega lahko primerjamo z mero za zlato, drugega pa lahko imenujemo dragoceni dragulj.«
—Johannes Kepler
Kepler je pokazal, da stopnja rasti Fibonaccijevih števil F(n + 1)/F(n) konvergira k Φ.

## Decimalke
Prvih 1.024 decimalk števila zlatega reza je (OEIS A001622):

```
1,6180339887 4989484820 4586834365 6381177203 0917980576
  2862135448 6227052604 6281890244 9707207204 1893911374
  8475408807 5386891752 1266338622 2353693179 3180060766
  7263544333 8908659593 9582905638 3226613199 2829026788
  0675208766 8925017116 9620703222 1043216269 5486262963
  1361443814 9758701220 3408058879 5445474924 6185695364
  8644492410 4432077134 4947049565 8467885098 7433944221
  2544877066 4780915884 6074998871 2400765217 0575179788
  3416625624 9407589069 7040002812 1042762177 1117778053
  1531714101 1704666599 1466979873 1761356006 7087480710
  1317952368 9427521948 4353056783 0022878569 9782977834
  7845878228 9110976250 0302696156 1700250464 3382437764
  8610283831 2683303724 2926752631 1653392473 1671112115
  8818638513 3162038400 5222165791 2866752946 5490681131
  7159934323 5973494985 0904094762 1322298101 7261070596
  1164562990 9816290555 2085247903 5240602017 2799747175
  3427775927 7862561943 2082750513 1218156285 5122248093
  9471234145 1702237358 0577278616 0086883829 5230459264
  7878017889 9219902707 7690389532 1968198615 1437803149
  9741106926 0886742962 2675756052 3172777520 3536139362
  1076738937 6455606060 5921...
```

Znanih je 3.141.000.000 decimalk.

## Vrednosti iz verižnega ulomka
{\displaystyle \Phi =1+{\frac {1}{1+{\frac {1}{1+{\frac {1}{1+{\frac {1}{1+...}}}}}}}}\!\,}
{\displaystyle \Phi =1+{\frac {1}{\Phi }}\!\,}
{\displaystyle (\Phi )(\Phi -1)=1\!\,}
{\displaystyle (\Phi )^{2}-\Phi -1=0\!\,}
{\displaystyle \Phi ={\frac {1+{\sqrt {1^{2}-(4\cdot 1\cdot (-1))}}}{2}}\!\,}
{\displaystyle \Phi ={\frac {1+{\sqrt {5}}}{2}}\!\,}

### Vrednosti iz vgnezdenih korenov
{\displaystyle \Phi ={\sqrt {1+{\sqrt {1+{\sqrt {1+{\sqrt {1+\cdots }}}}}}}}\!\,}
{\displaystyle \Phi ={\sqrt {1+\phi }}\!\,}
{\displaystyle itd.}